# Kirowohradzka Rada Obwodowa

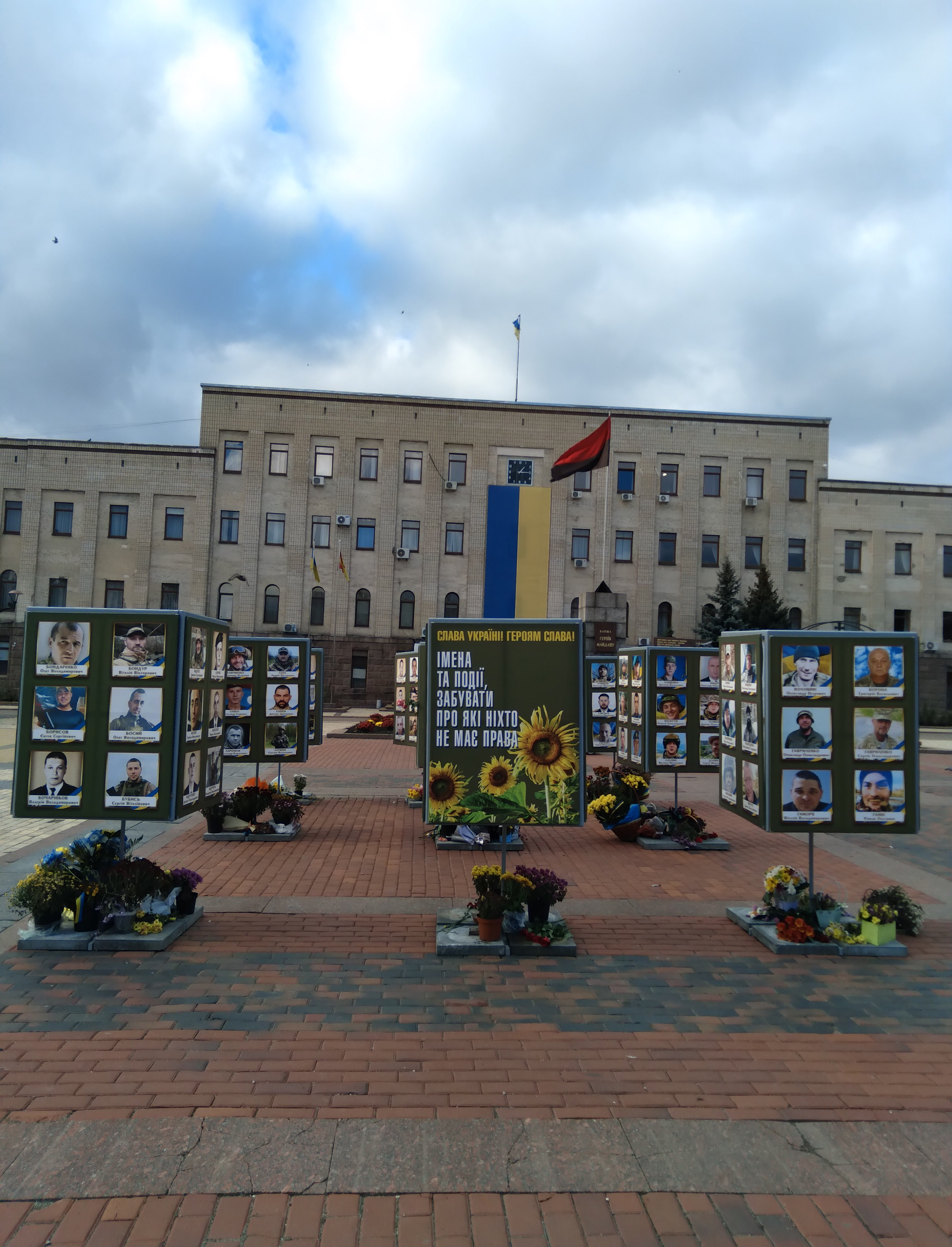
Budynek rady obwodowej

Kirowohradzka Rada Obwodowa (ukr. Кіровоградська обласна рада) – organ obwodowego samorządu terytorialnego w obwodzie kirowohradzkim Ukrainy, reprezentujący interesy mniejszych samorządów – rad rejonowych, miejskich, osiedlowych i wiejskich, w ramach konstytucji Ukrainy oraz udzielonych przez rady upoważnień. Siedziba Rady znajduje się w mieście Kropywnycki.

## Przewodniczący Rady
- Mykoła Suchomłyn (od 28 kwietnia 2006)
- Ołeksandr Czornoiwanenko (od 23 stycznia 2014)